# グレッグ・リトル
グレッグ・リトル（Greg Little 1989年5月30日- ）はノースカロライナ州ダーラム出身のアメリカンフットボール選手。ポジションはワイドレシーバー。

## 経歴

### プロ入りまで
ダーラムのヒルサイド高校の2年次には主にテイルバックとしてプレーした。垂直跳びで40インチ、立ち幅跳びで10フィート1インチの記録を出した。Scout.comからは全米12位のWRと評価された彼には、ノースカロライナ大学、フロリダ大学、ミシガン大学、ノートルダム大学、オハイオ州立大学、USCからオファーがあり、彼はノースカロライナ大学へ進学した。大学ではフットボールだけでなく、バスケットボールのガードとしてもプレーした。大学4年次の2010年、NCAAの規定違反により1試合も出場できなかったものの、2011年のNFLドラフトでは、2巡でクリーブランド・ブラウンズに指名され、4年間330万ドルで契約を結んだ。

### クリーブランド・ブラウンズ
1年目の2011年12月のアリゾナ・カージナルス戦ではセネカ・ウォレスのパスを受けた彼は、76ヤードのTDをあげた。76ヤードのTDレシーブは、ブラウンズでは2007年にブレイロン・エドワーズが、デレック・アンダーソンから78ヤードのTDレシーブをあげて以来の記録となった。この試合で5回のレシーブで131ヤードを獲得した彼は、1989年にエリック・メトカーフが記録した54回の記録を抜き、ブラウンズの新人としては、1999年のケビン・ジョンソンの66レシーブに次ぐチーム史上歴代2位のレシーブをあげた。この年、チームトップとなる61回のレシーブで709ヤードを獲得、2TDをあげた。その年の新人WRとしては、レシーブ回数でA・J・グリーンに次いで2位、レシーブヤードでは、グリーン、トリー・スミス、フリオ・ジョーンズ、ダグ・ボールドウィンに次いで5位であった。
2012年は、全16試合に先発し、53回のレシーブで647ヤードを獲得、4TDをあげた。2013年は、13試合の先発を含む16試合に出場し、41回のレシーブで465ヤード、2TDをあげた。入団から次第に成績が下降した彼は2014年5月16日、ブラウンズから解雇された。

### ブラウンズ退団後
2014年5月19日、オークランド・レイダースと契約したが、8月30日に解雇された。10月14日にシンシナティ・ベンガルズと契約を結んだ。この年は6試合に出場6レシーブで69ヤードを獲得した。翌2015年2月27日、ベンガルズから解雇された。同年7月30日、ベンガルズと再び契約を結び、A・J・グリーン、モハメド・サヌー、マービン・ジョーンズに次ぐロースタースポットをヌデナリアス・ムーア、ブランドン・テイト、その年のドラフト7巡指名のマリオ・アルフォードと争うこととなった。同年10月31日、出場停止中のボンタゼ・バーフィクトがアクティブロースターに復帰する際、ベンガルズから解雇された。2015年は1試合も出場しなかった。
2016年1月12日、バッファロー・ビルズとフューチャー契約を結んだ。同年8月30日、ビルズから解雇された.
2018年6月14日、アリゾナ・カージナルスと1年契約を結んだ。同年9月1日、カージナルスから解雇された。